# 方維儀

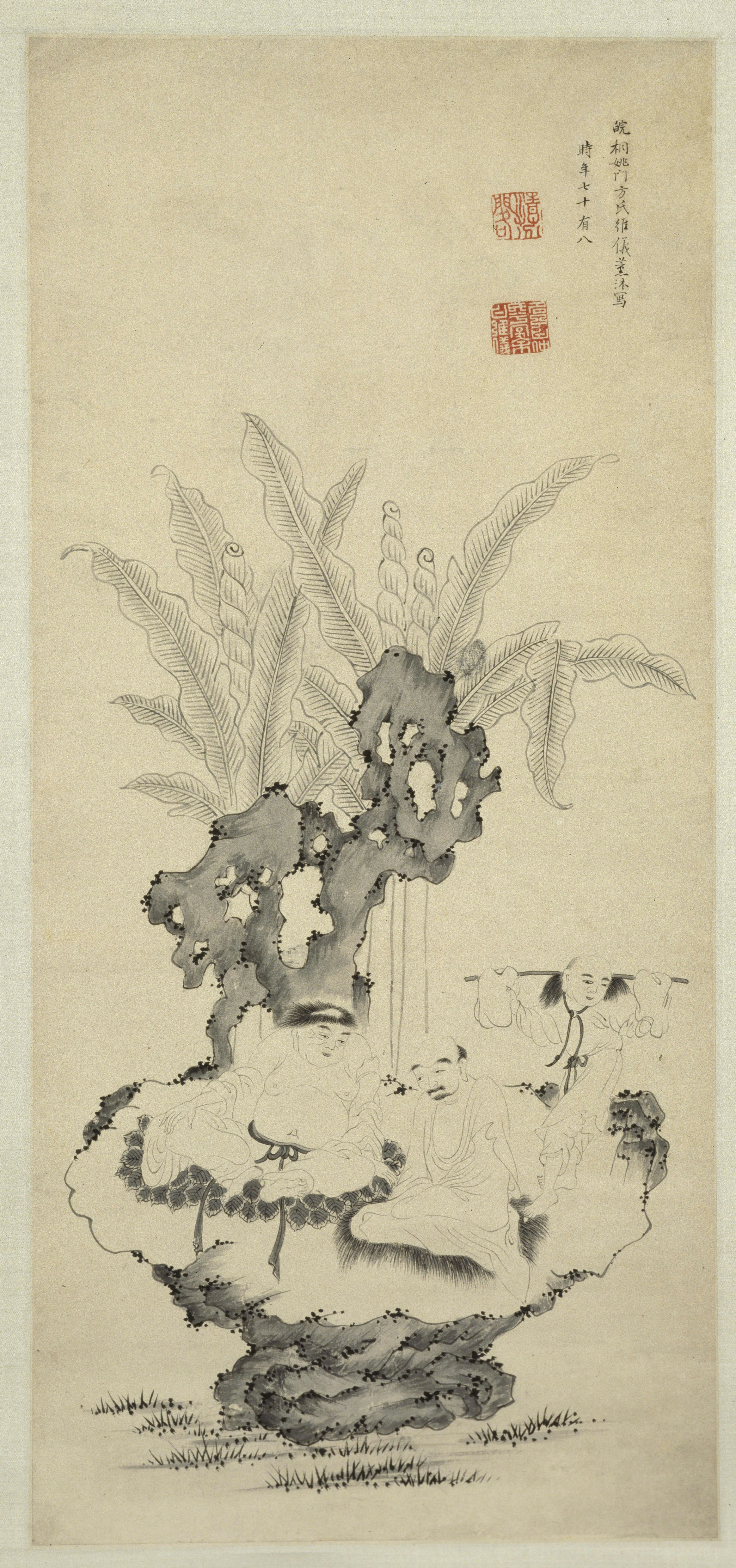
方维仪绘《蕉石罗汉像》（北京故宫博物院藏）

方维仪（1585年—1668年），字仲贤。南直隶桐城县（今桐城市）凤仪里人，明末女诗人、画家。有《清芬阁集》，又辑历代女子作品，为《宫闺诗史》。其画师法宋李公麟，尤擅绘释、道人物。

## 家族
方大镇次女，方以智二姑母。